# Vlasinské jezero

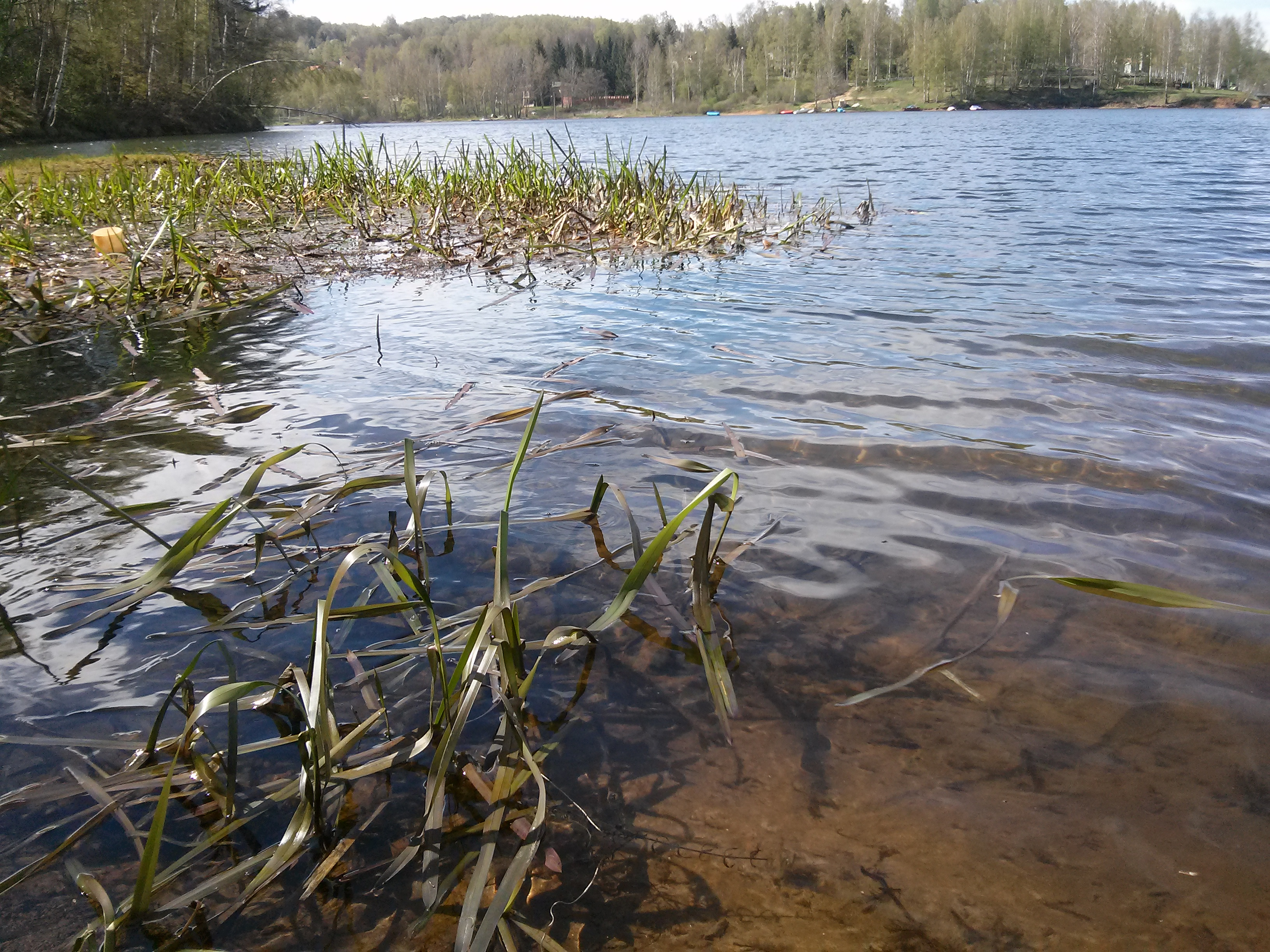
Břeh jezera

Vlasinské jezero (srbsky Власинско језеро/Vlasinsko jezero) se nachází na jihovýchodě Srbska, v blízkosti města Surdulica a státní hranice s Bulharskem. Vzniklo v letech 1949–1954 zahrazením rašeliniště. Napájí jej říčka Vlasina. Má rozlohu 15 km2, maximální hloubku 35 m a rozkládá se v nadmořské výšce 1235 m n. m. Jezero se táhne severo-jižním směrem; umělá hráz se nachází na jeho severním okraji. Jeho pobřeží má délku 36 km.
Kromě samotné řeky Vlasina je jezero napájeno prostřednictvím několika kanálů ještě z řady okolních potoků a řek.
Na místě dnešního jezera se kdysi nacházel močál s názvem Vasinsko blato. Nejstarší písemné záznamy o jeho existenci pocházejí z 18. století. Močál vznikl nahromaděním nánosů v nepropustné pánvi. Výstavba hráze byla zahájena roku 1946 a dokončena v roce 1949. Následně začalo být jezero naplňováno. Současné hladiny dosáhlo roku 1954. Nyní má kapacitu 165 milionů m3 vody.
Jezero je v Srbsku známé díky plovoucím ostrovům; jedná se o části původní rašeliny, která byla zaplavena a která se dostala na hladinu jezera a vyrostly na ní nové rostliny a stromy. Kromě toho má jezero i dva přirozené ostrovy.
Jezero poskytuje vhodné podmínky pro rybářství.
V okolí jezera se nacházejí vrby a březové háje. Po vzniku jezera zde byly vybudovány různé chaty a rekreační oblasti. Jezero obklopuje několik horských masivů, jako je např. Čemernik na západu, Vardenik na jihu a Vrtop na východě.